# Montmaur (Aude)
Montmaur – miejscowość i gmina we Francji, w regionie Oksytania, w departamencie Aude.
Według danych na rok 1990 gminę zamieszkiwały 242 osoby, a gęstość zaludnienia wynosiła 19 osób/km² (wśród 1545 gmin Langwedocji-Roussillon Montmaur plasuje się na 673. miejscu pod względem liczby ludności, natomiast pod względem powierzchni na miejscu 620.).

## Zabytki
Zabytki w miejscowości posiadające status Monument historique:
- zamek w Montmaur (Château de Montmaur)
- kościół Saint-Baudile (Église Saint-Baudile)